# Kommunalvalen i Finland 1992
Kommunalval i Finland (dock inte Åland) hölls den 18 oktober 1992 för mandatperioden 1993-1996. Antalet röstberättigade var 3 801 449 och av dem deltog 2 695 248 eller 70,9 % i valet. Största parti blev socialdemokraterna, medan centern vann flest fullmäktigeplatser.
Kommunalvalen på Åland hade hållits 1991. 

## Bakgrund
Valet förrättades i enlighet med den kommunala vallagen av år 1972 (361/72). Rätt att ställa upp i valet med kandidater hade dels Finlands registrerade partier samt valmansföreningar. Minst 10 röstberättigade i en kommun krävdes för att bilda en valmansförening.

## Valresultat
Nedanstående resultat ger en total sammanställning av valen i hela Finland. För resultatet i varje kommun för sig, se respektive kommunartikel.

| Parti eller valmansförening | Parti eller valmansförening                         | Röster             | Röster       | Röster | Röster | Mandatfördelning | Mandatfördelning |
| Parti eller valmansförening | Parti eller valmansförening                         | Antal              | Röstskillnad | %      | +− %   | Antal            | +−               |
| --------------------------- | --------------------------------------------------- | ------------------ | ------------ | ------ | ------ | ---------------- | ---------------- |
|                             | Finlands Socialdemokratiska Parti                   | 721 310            | +57 618      | 27,1   | +1,7   | 3 130            | +264             |
|                             | Centern i Finland                                   | 511 954            | −42 970      | 19,2   | -2,0   | 3 998            | -229             |
|                             | Samlingspartiet                                     | 507 574            | −93 894      | 19,1   | -3,9   | 2 009            | -383             |
|                             | Vänsterförbundet                                    | 310 757            | −21 929      | 11,7   | -1,0   | 1 319            | -17              |
|                             | Gröna förbundet                                     | 184 787            | 123 605      | 6,9    | +4,5   | 343              | +252             |
|                             | Svenska folkpartiet i Finland                       | 133 633            | −5 576       | 5,0    | -0,3   | 664              | -48              |
|                             | Finlands Kristliga Förbund                          | 84 481             | +12 867      | 3,2    | +0,5   | 353              | +80              |
|                             | Finlands landsbygdsparti                            | 64 880             | −30 378      | 2,4    | -1,2   | 354              | -99              |
|                             | Liberala folkpartiet                                | 26 334             | −3 005       | 1,0    | -0,1   | 49               | -13              |
|                             | Pensionärer För Folket                              | 4 903              | Ny           | 0,2    | Ny     | 5                | Ny               |
|                             | För Fred och Socialism - Kommunistiska Arbetarparti | 4 828              | Ny           | 0,2    | Ny     | 1                | Ny               |
|                             | Kvinnopartiet                                       | 1 994              | Ny           | 0,1    | Ny     | 0                | 0                |
|                             | Finlands Pensionärers parti                         | 2 679              | −4 616       | 0,1    | -0,2   | 2                | -3               |
|                             | Mänsklighetspartiet                                 | 732                | Ny           | 0,0    | Ny     | 0                | 0                |
|                             | Ekologiska partiet                                  | 677                | -817         | 0,0    | 0,0    | 3                | +2               |
|                             | Pensionärernas och de Grönas samarbetsparti         | 572                | +12          | 0,0    | 0,0    | 0                | 0                |
|                             | Övriga socialistiska valmansföreningar              | 596                | −5 580       | 0,0    | -0,2   | 5                | -35              |
|                             | Fristående valmansföreningar                        | 101 164            | +57 698      | 3,8    | +2,1   | 336              | +109             |
| Antal giltiga röster        | Antal giltiga röster                                | 2 663 855          | +44 920      | 100,0  |        | 12 571           | -271             |
| Ogiltiga röster             | Ogiltiga röster                                     | 31 393             |              |        |        |                  |                  |
| Totalt                      | Totalt                                              | 2 695 248 (70,9 %) |              |        |        |                  |                  |

Sedan förra kommunalvalen 1988 hade Vänsterförbundet bildats genom ett samgående av Demokratiska förbundet för Finlands folk och Demokratiskt Alternativ samt andra organisationer som inte ställde upp i val. Konstitutionella högerpartiet hade upplösts året innan. Övriga icke-socialistiska valmansföreningar redovisades inte längre separat från Fristående valmansföreningar.